# 龚岳亭
龚岳亭（1928年4月5日—2014年12月27日），上海人，中国生物化学家。

## 生平
1949年冬毕业于上海圣约翰大学化学系。中国科学院上海生物化学研究所研究员，兼任上海计划生育科学研究所所长、名誉所长。1993年当选为中国科学院院士。